# SHF31
AQUOS K SHF31（アクオス ケー エスエイチエフサンイチ）は、シャープによって日本国内向けに開発された、auブランドを展開するKDDIおよび沖縄セルラー電話の第3/3.5世代移動通信システム（au 3G(旧・CDMA 1X WIN/CDMA 1X)）、および第3.9世代移動通信システム（au 4G LTE）対応フィーチャーフォン（携帯電話）である。

## 概要
同社製のau向けフィーチャーフォンとしては2011年春モデルのSH011以来、4年ぶりの投入となるフィーチャーフォンである。今回はプラットフォームにこれまでのKCPシリーズ（KCP+、KCP3.xを含む）に代わってAndroidが搭載される。大部分にフィーチャーフォンの独自機能が実装されているためスマートフォンとしては扱われていない。旧来のKCP系OSを使用したフィーチャーフォンと区別する際は主にガラホという通称で呼ばれている。
ただし、WebブラウザはEZwebではなく通常のスマートフォンと同じWebブラウザを利用することとなる。またアプリの追加は、KCP系フィーチャーフォンのEZアプリと、スマートフォンで主流のGoogle Play（およびGoogle アカウント）のどちらも非対応であるため、本機種を含むau 4G LTEフィーチャーフォン専用に用意されたauスマートパス（別途au IDの事前登録が必要）から行う形となる。そのため現状では、パズル&ドラゴンズ（パズドラ）などのゲームを中心に非対応のアプリが少なくない。
タッチパネルは搭載されていないが、テンキー部に「タッチクルーザーEX」が搭載されており、テンキーボードをなぞる事により、ノートPCのタッチパッド（スライドパッド）の様に使用する事が可能となっている。
なお、WiMAX 2+及びキャリアアグリゲーション・VoLTE・フルセグ・NFCには対応しておらず、防塵性能は搭載されていない。

## 沿革
- 2015年（平成27年）1月19日 - KDDI、およびシャープより公式発表。
- 2015年2月20日 - 全国にて一斉発売。

## 搭載アプリ
- au ID 設定
- auナビウォーク
- au Wi-Fi接続ツール
- GLOBAL PASSPORT
- au災害対策
- 安心アクセス for 4G LTE ケータイ
- auバックアップアプリ
- OfficeSuite

## 主な機能
※PC向けWebブラウザが標準装備されている。携帯向けサイト(EZWeb)は閲覧不可。
| 主な機能・対応サービス                                                            | 主な機能・対応サービス                                                                        | 主な機能・対応サービス                  | 主な機能・対応サービス         |
| --------------------------------------------------------------------------------- | --------------------------------------------------------------------------------------------- | --------------------------------------- | ------------------------------ |
| Google Play auウィジェット Webブラウザ auスマートパス （au 4G LTEケータイ専用版） | LISMO! for Android （au 4G LTEケータイ専用版） メディアプレイヤー （動画再生対応） LISMO WAVE | おサイフケータイ NFC おくだけ充電（Qi） | ワンセグ フルセグ DLNA/DTCP-IP |
| PCメール Gmail EZwebメール                                                        | デコレーションメール デコレーションアニメ                                                     | Friends Note                            | PCドキュメント                 |
| au Smart Sports Run & Walk Karada Manager ゴルフ(web版) Fitness、歩数計           | GPS 方位計                                                                                    | au oneナビウォーク au one助手席ナビ     | au one ニュースEX au one GREE  |
| かんたんメニュー じぶん銀行                                                       | 緊急速報メール                                                                                | Bluetooth                               | 無線LAN機能 (Wi-Fi)            |
| 赤外線通信                                                                        | WIN HIGH SPEED au 4G LTE （VoLTE非対応/CA非対応） WiMAX 2+                                    | グローバルパスポート                    | auフェムトセル                 |
| microSDHC microSDXC                                                               | モーションセンサー(6軸)                                                                       | 防水 防塵                               | 簡易留守録 着信拒否設定        |